# Hannah Beachler
Hannah Beachler, née le 14 août 1970 à Centerville (Ohio), est une cheffe décoratrice américaine. Elle travaille en 2015 sur le film de la franchise Rocky, Creed,, le biopic sur Miles Davis, Miles Ahead, et plus récemment sur le film Moonlight, le visuel de l'album de Beyoncé, Lemonade, et pour sa conception afrofuturiste du film Black Panther, elle remporte l'Oscar des meilleurs décors et devient la première Afro-Américaine à être nommée dans cette catégorie, ainsi que la première à la gagner. 

## Biographie
Beachler grandit à Centerville (Ohio), et étudie la mode à l'université de Cincinnati. Elle étudie aussi à l'université d'État Wright à Dayton dans l'Ohio où elle étudie le cinéma. Elle collabore d'abord avec le réalisateur Ryan Coogler sur Fruitvale Station en 2013 ; cela conduit Coogler à la contacter pour travailler en tant que cheffe décoratrice sur Creed, puis à leur collaboration sur Black Panther. 
Fruitvale Station, qui parle de l'Affaire Oscar Grant (en), est filmé avec un budget limité et demande de la créativité à Beachler pour créer des choses à faible coût ; elle utilise sa propre carte de la Bay Area Rapid Transit, visible sur le pare-soleil d'une voiture conduite par Grant. Fruitvale Station remporte le Grand prix du jury et le Prix du public au Festival du film de Sundance en 2013. 
Pour Creed, Beachler regarde les quatre premiers films Rocky pour s’inspirer. Elle est responsable de la conception de l'intérieur du Front Street Gym, qui apparaît en bonne place dans le film. Pour cela, elle visite plusieurs gymnases aux États-Unis, et plus particulièrement à Philadelphie, où est basé les films, afin de se faire une bonne idée de ce à quoi doit ressembler le décor. Elle conçoit l'ensemble de la salle de sport, y compris le ring de boxe de taille professionnelle, et ses plans garantissent que les caméras puissent avoir une vue à 360 degrés de tout. 
Pour les scènes en extérieur de Miles Ahead, Beachler parcourt de nombreuses archives photographiques pour capturer avec précision les scènes à New York des années 1950 aux années 1970, mais s’inspire finalement d’un film muet filmé à partir d’une fenêtre de voiture et publié sur YouTube des décennies plus tard. Elle n’utilise aucun plan créé dans un décor de tout le film ; l'ensemble de la maison de Davis est une église désaffectée à Cincinnati qui a été vidée et rénovée pour ressembler à une maison de plusieurs étages, comprenant un studio d'enregistrement au sous-sol. 
En tant que cheffe décoratrice sur Black Panther, Beachler supervise un budget de près de 30 millions de dollars et une équipe de plusieurs centaines de personnes. Beachler est la toute première cheffe décoratrice féminine d'un film Marvel et est la deuxième personne embauchée pour cela derrière le réalisateur Ryan Coogler. Pour ses recherches sur le projet, elle séjourne d'abord au Cap, en Afrique du Sud, puis parcourt la région avec le reste de l'équipage pour se faire une idée de la campagne et de la culture. « Tout est différent, et ce sont des pays différents... ». Beachler explique : « Vous ne pouvez pas tout représenter, mais je peux certainement interpréter le fait qu'il y a tellement de choses différentes dans [le pays fictif de] Wakanda et dans cette culture. ». Pour son travail, Beachler devient la première Afro-Américaine à être nommée pour le Oscar des meilleurs décors, ainsi que la première à remporter la catégorie. 

## Filmographie
- 2011 : En quarantaine 2 (Quarantine 2: Terminal) de John Pogue
- 2013 : Fruitvale Station
- 2014 : The Town That Dreaded Sundown
- 2015 : Creed : L'Héritage de Rocky Balboa (Creed)
- 2015 : Miles Ahead[12]
- 2016 : Limonade
- 2016 : Moonlight[5]
- 2018 : Black Panther[5]
- 2022 : Black Panther: Wakanda Forever
- 2025 : Sinners de Ryan Coogler